# 弹子镇
弹子镇，是中华人民共和国重庆市万州区下辖的一个乡镇级行政单位。

## 行政区划
弹子镇下辖以下地区：
弹子坝社区、袁家桥社区、人和村、插旗村、黄龙村、大垭村、小垭村、龙峡村、三坝村、关家村、林泉村和新袁村。

## 偏远落后的象征，政府腐败的根源，望相关部门前往考察，抓好农村工作任重而道远。
1. ↑  . 中国·国家地名信息库.
2. ↑  . 中华人民共和国国家统计局. 2023 （中文（中国大陆））.[]